# Love Scars
«Love Scars» es una canción del rapero estadounidense Trippie Redd, lanzada por primera vez a través de SoundCloud el 24 de noviembre de 2016. Ganó fuerza en 2017, convirtiéndose en una de sus canciones más populares, y aparece en su mixtape comercial debut A Love Letter to You (2017).

## Fondo
Según Trippie Redd, la canción se hizo en Columbus, Ohio y la grabó en una sola toma en una habitación oscura. Originalmente creó una canción llamada «Long Way Home From Mars / Love Scars», pero la separó en dos canciones. La canción también muestra música del videojuego Metroid Prime.
La canción comenzó a llamar la atención a principios de 2017. El éxito de la canción ayudó a Redd a alcanzar la fama como rapero.

## Gráficos
| Gráfico (2017)                          | Lista posición |
| --------------------------------------- | -------------- |
| Estados Unidos (Bubbling Under Hot 100) | 15             |
| Bubbling Under Hot R&B/Hip-Hop Songs    | 1              |

## Certificaciones
| País           | Organismo certificador | Certificación | Ventas certificadas | Ref.  |
| -------------- | ---------------------- | ------------- | ------------------- | ----- |
| Canadá         | Music Canada           | 2× Platino    | 160 000             | [ 6 ] |
| Estados Unidos | RIAA                   | 2× Platino    | 2 000 000           | [ 7 ] |